# Липово (Козловский район)
Ли́пово (чув. Ҫӑкалӑх) — деревня в Козловском районе Чувашской Республики России. Входит в состав Емёткинского сельского поселения.

## География
Расстояние до столицы республики, города Чебоксары, — 80 км, до районного центра, города Козловка, — 16 км, до железнодорожной станции — 13 км. Деревня расположена вдоль автомагистрали М7 «Волга», у истока реки Сельская (приток реки Атиково).
Часовой пояс
Деревня Липово, как и вся Чувашская Республика, находится в часовой зоне МСК (московское время). Смещение применяемого времени относительно UTC составляет +3:00.
Административно-территориальная принадлежность
Деревня находилась в составе Аринской, Яльчикской волостей Свияжского уезда, Никольской волости Чебоксарского уезда; Козловского (с 1 октября 1927 года), Урмарского (с 20 декабря 1962 года) районов. С 14 марта 1965 года — вновь в составе Козловского района. 

Сельские советы: Мокшинский (с 1 октября 1927 года), Липовский  (с 1 октября 1928 года), Емёткинский (с 14 июня 1954 года):182. 

## История
Жители — до 1866 года государственные крестьяне; занимались земледелием, животноводством, торговлей куриными яйцами, производством жестяных изделий. В середине XIX века функционировала почтовая станция. В 1896 году открыта школа грамоты, в 1900 году — церковно-приходская школа, в 1920-е годы действовала школа 1-й ступени. 

В 1931 году образован колхоз «Ворошилов». 

По состоянию на 1 мая 1981 года деревня Липово Емёткинского сельского совета — в составе совхоза «Родина»:89.
Прежнее название
Макшина (1781/1782), Мокшина (Липова) (1859), Мокшина (Липовка) (1897), Мокшина (Липовая) (1907), Мокшино (1917—1935).

## Население
По данным Всероссийской переписи населения 2002 года в деревне Липово Емёткинской сельской администрации проживали 187 человек, преобладающая национальность — чуваши (96%).

## Инфраструктура
Функционирует КФХ «Мыков» (по состоянию на 2010 год). 

Имеются фельдшерский пункт, клуб, 2 магазина.
Памятники и памятные места
Обелиск павшим в годы Великой Отечественной войны (ул. Луговая).

## Уроженцы
- Грачёва Юлия Петровна (1928, Липово, Козловский район — 2003, Чебоксары) — врач, кандидат медицинских наук (1963). Работала главным врачом больницы «Воркутауголь» (1950—1953), врачом, заведующим отделением родильного дома в Казани (1956—1958). Заслуженный врач Чувашской Республики (1993)[11].
- Ефремов Леонид Георгиевич (1948, Липово, Козловский район — 2016, Чебоксары) — организатор образования, инженер, доктор экономических наук. В 1976—1978 годах — инструктор Московского райкома КПСС города Чебоксары, в 1978—2004 годах — проректор Чувашского государственного университета. Заслуженный работник высшей школы Чувашской АССР (1986), заслуженный работник высшей школы Российской Федерации (1998)[12].